# Pumpkin (diamante)
Il diamante Pumpkin è un diamante del peso di 5,54 carati (1,108 g), tagliato a cuscino. Malgrado la piccola caratura, è un diamante fra i più rari e preziosi grazie al suo colore: è infatti ritenuto il più grande diamante arancione del mondo, caratterizzato da un colore particolarmente chiaro e intenso unico nel suo genere. 

## Storia
La gemma grezza fu estratta nel 1997 nella Repubblica Centrafricana e importata in Sudafrica. Da lì, fu affidata a William Goldberg per il taglio. La gemma rifinita, ancora senza nome e indicata dal codice 5.54 Vivid Orange, venne battuta all'asta da Sotheby's (definendola erroneamente "l'unico diamante vivid orange al mondo") per un prezzo di 1,3 milioni di dollari. A oggi, si ritiene che il suo valore sia triplicato.  
Il diamante passò così in possesso di Ronald Winston, parente del gioielliere Harry Winston, che lo battezzò Pumpkin, a suo dire perché lo aveva comprato in concomitanza con la festa di Halloween. Winston fece incastonare la gemma in un anello, affiancato da due diamanti bianchi più piccoli.  
Il gioiello fu sfoggiato da Halle Berry alla cerimonia di consegna dei Premi Oscar 2002, quando vinse la statuetta come miglior attrice.  
Il diamante Pumpkin fu fra le gemme esposte allo Smithsonian nella mostra del 2003 intitolata The Splendor of the Diamonds. Altre gemme esposte furono l'Allnatt, il Cuore dell'Eternità, l'Ocean Dream, la Stella rosa, la Millennium Star e il Moussaieff Rosso. 